# Palumbia apicalis
Palumbia apicalis är en tvåvingeart som först beskrevs av Tokuichi Shiraki 1930.  Palumbia apicalis ingår i släktet Palumbia och familjen blomflugor.
Artens utbredningsområde är Taiwan. Inga underarter finns listade i Catalogue of Life.